# Charles Radbourn

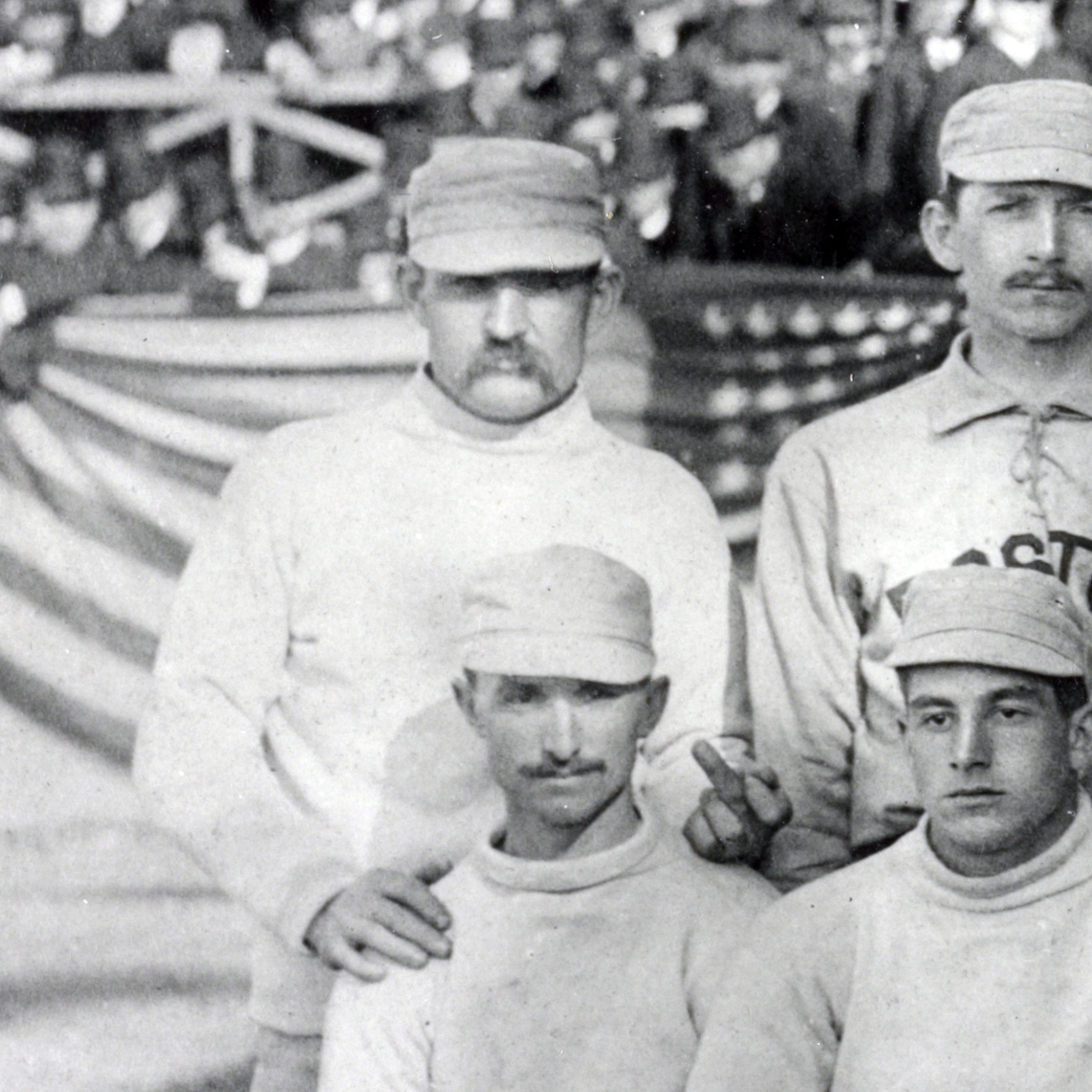
Ausschnitt aus dem Gruppenbild der Boston Beaneaters und New York Giants, Major-League-Baseball-Eröffnungstag 1886. Charles Radbourn zeigt dem Kameramann den Stinkefinger.

Charles Gardner Radbourn, Spitzname Old Hoss, (* 11. Dezember 1854 in Rochester, New York; † 5. Februar 1897 in Bloomington, Illinois) war ein US-amerikanischer Baseballspieler in der Major League Baseball (MLB) auf der Position des Pitchers. Bekannt wurde er auch durch eine Fotografie, auf der die obszöne Geste des Stinkefingers zum ersten Mal bildlich belegt wurde.

## Leben
Radbourn wurde am 11. Dezember 1854 in Rochester, New York, als zweites von acht Kindern von Charles und Caroline (Gardner) Radbourn geboren. Sein Vater war aus Bristol, England, in die Vereinigten Staaten ausgewandert, um Arbeit als Metzger zu finden; seine Mutter folgte bald darauf. Im Jahr 1855 zog die Familie nach Bloomington, Illinois, wo Radbourn aufwuchs. Als Jugendlicher arbeitete er als Metzger bei seinem Vater und als Bremser bei der Eisenbahn für die „Indiana, Bloomington und Western Railway Company“. 
Nachdem er zuerst für die Peoria Reds ab 1878 im Einsatz war, spielte für die Buffalo Bisons (1880), die Providence Grays (1881–1885), die Boston Beaneaters (1886–1889), die Boston Reds (1890) und die Cincinnati Reds (1891). Im Jahr 1884 wurde Radbourn der zweite Nationalliga (NL)-Pitcher, der die Triple Crown gewann; dabei hält er bis heute mit 60 Punkten den Saisonrekord. 
Nach seiner Pensionierung eröffnete Radbourn in Bloomington, Illinois, einen erfolgreichen Billardsalon. Er wurde bei einem Jagdunfall kurz nach der Pensionierung schwer verletzt, wobei er ein Auge verlor und die meiste Zeit seines restlichen Lebens in einem Hinterzimmer des Salons verbrachte, weil er sich anscheinend zu sehr schämte, um nach der Verletzung gesehen zu werden.
Charles Radbourn starb 1897 in Bloomington. Er wurde auf dem Evergreen Cemetery beigesetzt. Radbourn wurde 1939 in die National Baseball Hall of Fame aufgenommen. Im Jahr 1941 wurde eine Plakette auf der Rückseite seines Grabsteins platziert, mit detaillierten Angaben über seine Karriere im Baseball.